# Trem da Serra da Mantiqueira

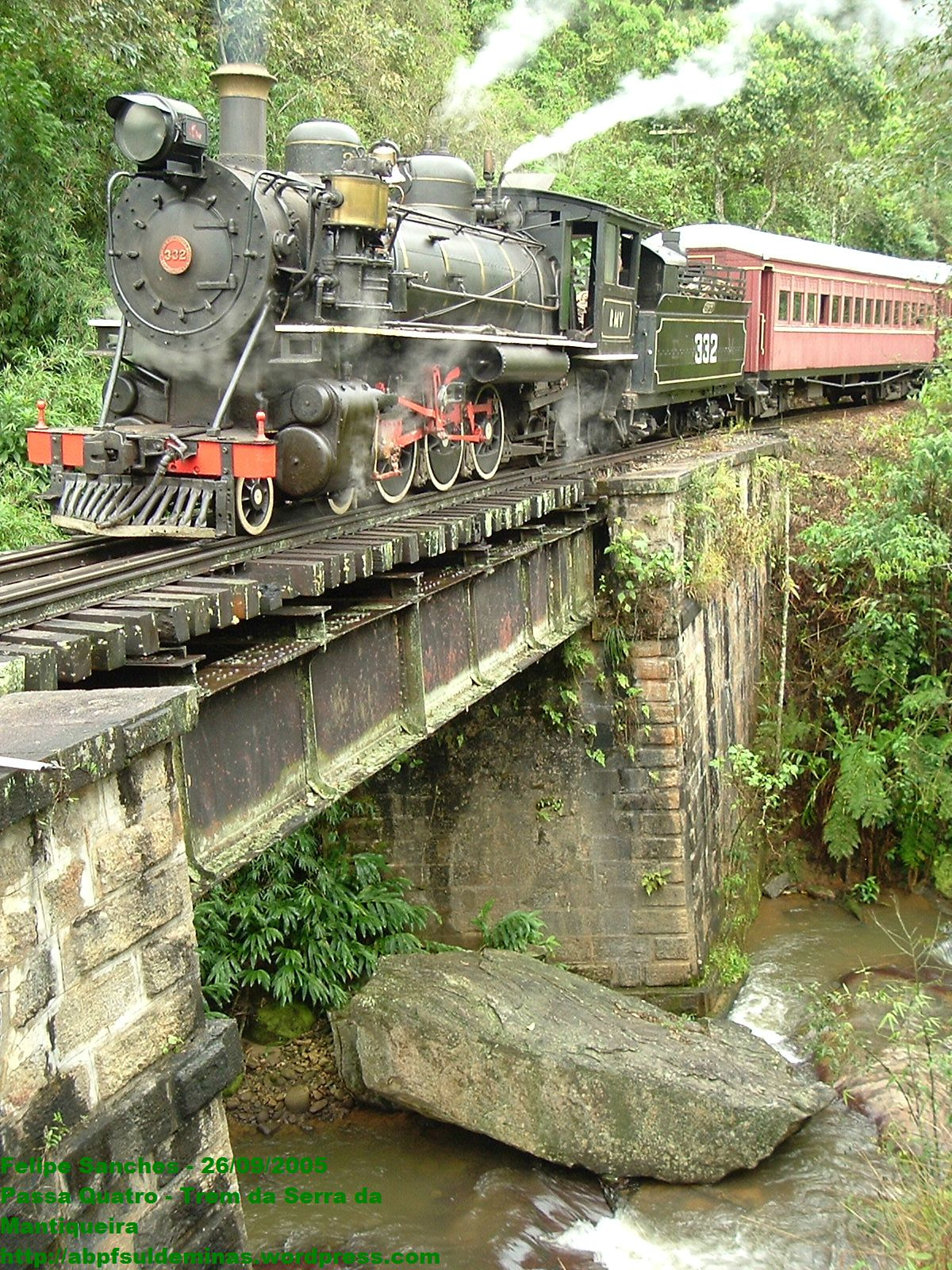
Der Zug Trem da Serra da Mantiqueira fährt über die Brücke von Estrela

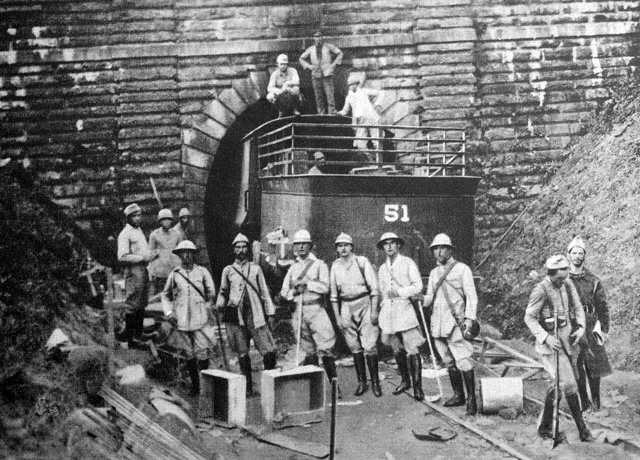
Der Eisenbahntunnel beim Bahnhof Coronel Fugêncio um 1932

Der Trem da Serra da Mantiqueira ist ein touristischer Reisezug der durch die Firma ABPF (Regional Sul de Minas) betrieben wird. Die Strecke wurde 1881 durch Kaiser Pedro II. eingeweiht. Der Zug startet vom Bahnhof des Gebirgsorts Passa Quatro im Bundesstaat Minas Gerais, Brasilien und endet im Bahnhof Coronel Fulgêncio, im Gebirge der Serra da Mantiqueira. Der historische Zug wird mit einer Dampflokomotive betrieben und verkehrt lediglich an den Wochenenden. Ansonsten werden in der Urlaubszeit auch Sonderzüge nach Bedarf eingesetzt. Die Dampflokomotive 322 wurde im Jahre 1925 bei Baldwin in den USA hergestellt.

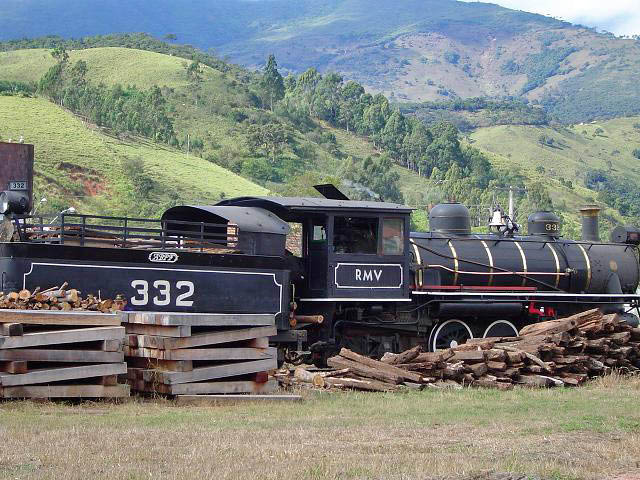
Locomotive 332 im Bahnhof von Passa Quatro

Der Startbahnhof von Passa Quatro liegt bei km 34 der ehemaligen Strecke der The Minas and Rio Railway Company. Hier gibt es im Bahnhofsgebäude auch eine Ausstellung von historischen Fotografien in der Bahnhofshalle. Nach der Abfahrt fährt der Zug zunächst zum Bahnhof Manacá bei km 30, wo die Bergstrecke beginnt. Der Endbahnhof Coronel Fugêncio befindet sich am km 25 in einer Höhe von 1085 m ü. M. Hier befindet sich ein alter Eisenbahntunnel der begangen werden kann sowie eine weitere Fotoausstellung.